# Bandera de Jalisco
La Bandera de Jalisco representa oficialment l'estat de Jalisco des del 2011. Consisteix en un rectangle dividit en dues franges horitzontals de mesures idèntiques, amb els colors en el següent ordre a partir del pal de la bandera: blau i or.

## Història

Bandera del Regne de Nova Galícia

No es coneixen banderes anteriors al Regne de Nova Galícia, que va ser fundat cap a l'any de 1532, i va ser un dels elements constitutius territorials del Virregnat de Nova Espanya adquirint una àmplia autonomia interna en 1574 sota autorització real donada per l'emperador Carles V, amb excepció d'un breu període de 1588 a 1591, el virrei de l'autoritat només pot intervenir en els militars i assumptes fiscals.
Cal tenir en compte que Nova Galícia no era un virregnat: s'anomenava "Regne de Nova Galícia", tot i que no era regit per un rei, sinó per "governador" que era al mateix temps president de la Reial Audiència de Guadalajara. La capital es va establir per primera vegada en Compostela (avui dia a l'estat de Nayarit), el 8 de novembre de 1539 se li donà la cèdula reial al regne. Després, el 10 de maig de 1560, per Reial Cèdula, es va traslladar la capital a la ciutat de Guadalajara, on s'adopta la bandera.
El Regne de Nova Galícia va desaparèixer en 1786 per a convertir-se en la Intendència de Guadalajara, el que va permetre al govern central a intervinent en general en els assumptes interns. Quan Mèxic va assolir la independència el 27 de setembre de 1821, i es va convertir en un Imperi, la Intendència de Guadalajara es va convertir en el Departament de Guadalajara com un dels elements constitutius de l'Imperi Mexicà. El 23 de juny de 1823, el Departament de Guadalajara, es va convertir en el "Estat Lliure i Sobirà de Xalisco", per a formar la República Federal dels Estats Units Mexicans. (Juan Manuel Gabino Villascán, 2001).